# Truncatoflabellum arcuatum
Truncatoflabellum arcuatum är en korallart som beskrevs av Stephen D. Cairns 1995. Truncatoflabellum arcuatum ingår i släktet Truncatoflabellum och familjen Flabellidae. Inga underarter finns listade i Catalogue of Life.